# Byrsopteryx esparta
Byrsopteryx esparta är en nattsländeart som beskrevs av Harris och Ralph W. Holzenthal 1994. Byrsopteryx esparta ingår i släktet Byrsopteryx och familjen smånattsländor. Inga underarter finns listade i Catalogue of Life.